# Jeroni de Moragas i Gallissà
Jeroni de Moragas i Gallissà   (Barcelona, 9 de juliol de 1901 - Barcelona, 23 de maig de 1965) fou un metge, neuropsiquiatre, músic, escriptor i una de les personalitats més rellevants de la psicologia infantil i la pedagogia terapèutica a la Catalunya del segle xx.

## Biografia
Nascut en una família de la mitjana burgesia catalana, era nebot de l'arquitecte modernista Antoni Maria Gallissà i Soqué i germanastre del també arquitecte Antoni de Moragas i Gallissà. Realitzà els estudis primaris a una escola religiosa i el batxillerat al barceloní Institut Balmes. Estudià medicina a la Universitat de Barcelona on s'interessà vivament per la medicina infantil. Tot i que les desavinences amb el catedràtic d'aquest camp el portà a la Universitat de Valladolid, on acabà la carrera el 1926. De nou a Barcelona, s'especialitzà sota el guiatge de Martínez García, cap del servei de pediatria de l'Hospital de Sant Pau. Es casà amb Elvira Maragall i Noble, filla del poeta.
Professionalment, assolí prestigi com a pediatre obrint aquesta especialitat als problemes psicològics de la infantesa i de l'aprenentatge escolar. També atengué especialment els infants deficients mentals. Fou uns dels fundadors, el 1926, de la Societat Catalana de Pediatria. En aquests anys escriu a La Nova Revista, El Matí, La Veu de Catalunya, Diari de Sabadell o Ciutat, entre altres publicacions.
Col·laborà amb l'Institut Psicotècnic de la Generalitat republicana que dirigia Emili Mira, on donà diversos cursos i publicà articles a la Revista de Psicologia i Pedagogia que editava trimestralment aquell institut i el Seminari de Pedagogia de la Universitat de Barcelona.
Fruit d'aquest treball conjunt amb Emili Mira i Alfred Strauss fou la creació del centre d'observació psicològica La Sageta. Strauss, refugiat a Catalunya per motius polítics, era deixeble de Charlotte Bühler i aportà una nova perspectiva a l'observació psicològica que no es reduïa a unes proves o uns tests sinó que proposava una observació continuada durant diversos dies per a fonamentar amb rigor un diagnòstic. Pocs mesos després de la seva inauguració s'inicià la Guerra Civil espanyola i en els episodis revolucionaris dels primers temps La Sageta fou incomprensiblement incendiada. Ell mateix, home de profundes conviccions cristianes, va témer per la seva vida.
Al costat de Francesc Trabal, Ramon Xuriguera, Mercè Rodoreda, Joan Oliver, Xavier Benguerel i Joan Santamaria, a primers d'agost de 1936 impulsà la creació de l'Agrupació d'Escriptors Catalans.
Iniciat el franquisme, veié com s'havien esfondrat els ideals de modernitat i catalanitat que havia subscrit des de la ciència i la cultura. Es dedicà a l'exercici privat de la pediatria. Però amb el model de La Sageta al pensament i la seva preocupació per la infància creà, el 1940, l'Institut de Pedagogia Terapèutica de Barcelona. El qual es convertí en un centre de diagnòstic de referència per a dèficits mentals greus. També en un centre educatiu per a infants afectats. Tant La Sageta com l'Institut de Pedagogia Terapèutica eren entitats destacables en una època mancada de criteris i recursos per al tractament de les problemàtiques d'infants amb dèficits mentals.
Entre 1948 i 1950 fou president de la Societat Catalana de Pediatria. Des del voluntariat participà com a professor de psicologia infantil a l'Escola d'Assistència Social creada per l'Església, que fou el primer centre d'aquest camp de l'Estat espanyol. El 1957 esdevenia professor a la restablerta Secció de Pedagogia de la Facultat de Filosofia i Lletres de la Universitat de Barcelona on explicà "Psicologia del nen i l'adolescent". Aquesta tasca docent passà a ser un dels seus centres d'interès vitals. El 1952 fou un dels cofundadors de la Societat de Neuropsiquiatria Infantil, juntament amb Josep Solé, Júlia Coromines i Lluís Folch.
Durant la dictadura franquista, malgrat les dificultats que representava, fundà el març de 1939 el Cercle d’Estudis Sant Tomàs Moro, dirigit especialment a joves universitaris amb un marcat sentit de catalanitat i religiositat. Un fòrum de debat setmanal, enfocat a la reflexió i a l'anàlisi de diversitat de temes. Trobades conegudes com "Els moros" per la seva advocació a aquell humanista anglès. Es prologaran fins a 1954. Entre altres contertulians hi assistiren Vicent Pla, Josep Gaspar, Josep Balenyà, Manuel Escarrà, Domingo Martí, Jordi Maragall, Gonçal Lloveras, Lluís Carreras o Tomàs Garcés.

## Selecció d'obres.
- La Infància anormal. Barcelona: Monografies Mèdiques, 1933.
- Evolució sexual de l'infant. Barcelona: Cosmos, 1935
- Pedagogía del hogar. Madrid: La Gacela, 1942
- El niño anormal. Barcelona: Ágora, 1945
- Diagnóstico, clasificación y tratamiento de las oligofrenias. Barcelona: Miguel Servet, 1947.
- Psicologia del niño y el adolescentes. Barcelona: Labor. 1957.
- L'edat eterna. Palma: Moll, 1959.
- L'home i els altres. Barcelona: Estela, 1964.
- Els fills, sexe i educació. Barcelona: Bruguera, 1966
- Els inadaptats. Barcelona: Nova Terra, 1970.
- L'infant i la persona. Vic: Eumo, 1999. (Antologia de textos)